# Przewodniczący Rady Najwyższej Ukrainy
Przewodniczący Rady Najwyższej Ukrainy (ukr. Голова Верховної Ради України) – najważniejszy przedstawiciel Rady Najwyższej Ukrainy, ukraińskiego parlamentu. Prowadzi jej obrady, koordynuje prace i reprezentuje ją na zewnątrz. Często używa się określenia "spiker" Rady Najwyższej. Od 8 października 2021 funkcję przewodniczącego pełni Rusłan Stefanczuk.

## Lista Przewodniczących Rady Najwyższej Ukrainy
- 1991–1994 Iwan Pluszcz
- 1994–1998 Ołeksandr Moroz
- 1998–2000 Ołeksandr Tkaczenko
- 2000–2002 Iwan Pluszcz
- 2002–2006 Wołodymyr Łytwyn
- 2006–2007 Ołeksandr Moroz
- 2007–2008 Arsenij Jaceniuk (po jego dymisji obowiązki pełnił tymczasowo Ołeksandr Ławrynowicz)
- 2008–2012 Wołodymyr Łytwyn
- 2012–2014 Wołodymyr Rybak
- 2014–2014 Ołeksandr Turczynow
- 2014–2016 Wołodymyr Hrojsman
- 2016–2019 Andrij Parubij
- 2019–2021 Dmytro Razumkow
- od 2021 Rusłan Stefanczuk